# Elinah Phillip
Elinah Phillip, född 3 april 2000, är en simmare från Brittiska Jungfruöarna.

## Karriär
Phillip tävlade för Brittiska Jungfruöarna vid olympiska sommarspelen 2016 i Rio de Janeiro, där hon blev utslagen i försöksheatet på 50 meter frisim.
I juli 2021 vid OS i Tokyo slutade Phillip på 34:e plats på 50 meter frisim. Hon simmade på 25,74 sekunder, vilket blev ett nytt nationsrekord. Phillip och Kyron McMaster var även landets fanbärare vid öppningsceremonin.